# Nicolette Shea
Nicolette Shea (Sacramento, California; 18 de noviembre de 1986) es una actriz pornográfica, modelo erótica y bailarina de estriptis estadounidense.

## Vida y carrera
Nicolette Shea, nació en 1986 en Sacramento, en el estado de California. Se mantuvo activa en el modelaje erótico y posó varias veces para Playboy entre otras revistas similares. también comenzó a trabajar como stríper, donde viajaría y se presentaría en clubes por todo Estados Unidos.
En televisión trabajó en la serie Playboy Plus: Pretty in Pink Vol. 2, en el canal Playboy TV. En 2017 se estrenó en la industria del porno estadounidense, donde grabó una escena en la película Flixxx: Angela and Nicolette Get Wet, del estudio Digital Playground. Más tarde ese año, trabajó con la estrella porno Keiran Lee en la película Don't Bring Your Sister Around Me, de Brazzers Network.
En 2019 recibió sendas nominaciones en los Premios AVN y XBIZ a Mejor actriz revelación.

## Premios y nominaciones
| Año  | Ceremonia           | Resultado | Premio                                        | Trabajo                  |
| ---- | ------------------- | --------- | --------------------------------------------- | ------------------------ |
| 2018 | Premios XBIZ Europa | Nominada  | Mejor escena de sexo en película protagonista | Fly Girls: Final Payload |
| 2019 | Premios AVN         | Nominada  | Mejor actriz revelación                       | —                        |
| 2019 | Premios XBIZ        | Nominada  | Mejor actriz revelación                       | —                        |
| 2019 | Spank Bank Awards   | Nominada  | Boobalicious Babe of the Year                 | —                        |
| 2019 | Spank Bank Awards   | Nominada  | Prettiest 'Whore Mouth'                       | —                        |
| 2019 | Spank Bank Awards   | Nominada  | Super Squirter of the Year                    | —                        |
| 2019 | Spank Bank Awards   | Nominada  | Tastiest Tall Drink of Water                  | —                        |
| 2020 | Premios AVN         | Nominada  | Mejor escena de sexo en grupo                 | Greedy Bitches           |
| 2020 | Premios XBIZ        | Nominada  | Mejor escena de sexo en película tabú         | A Model Mother           |
| 2024 | Premios XBIZ        | Nominada  | Estrella mediática del año                    | —                        |
| 2025 | Premios XMA         | Nominada  | Estrella Crossover del año                    | —                        |